# Pave Vitalian
Vitalian (død 27. januar 672) var pave fra 30. juli 657 til sin død i 672. Han blev født i Segni i Lazio. Han far hed Anastasius.
Efter Pave Eugenius 1.'s død d. 2. eller 3. juni 657 blev Vitalian valg som hans efterfølger. Hans konsekrations d. 30. juli, og han beholdt sit fødenavn som pave.
Introduktionen af orgelmusik bliver traditionelt tilskrevet hans Vitalians tid som pave. Han døde d. 27. januar. Han blev helgenkåret af den romerskkatolske kirke, og hans festdag er d. 27. januar.